# 奥兰多·奥特加
奥兰多·奥特加（Orlando Ortega，1991年7月29日—）是一名出生于古巴的西班牙男子跨栏运动员，以13.09秒的成绩赢得2016年奥运会男子110米栏银牌。

## 外部連結
- 奥兰多·奥特加在国际奥林匹克委员会的资料
- 奥兰多·奥特加在国际奥林匹克委员会的资料
- 奥兰多·奥特加在的頁面